# Exploración de Marte

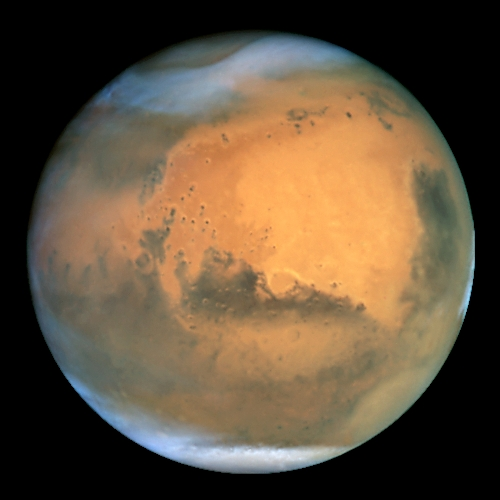
Marte (Telescopio Espacial Hubble)

La exploración espacial de Marte comenzó en el contexto de la carrera espacial entre Estados Unidos y la Unión Soviética, durante el período de la Guerra Fría. El interés en Marte y en la posibilidad de que albergue vida se remonta ya a 1877, cuando el astrónomo italiano Giovanni Schiaparelli afirmó haber visto canales por todo el planeta. Posteriormente, otros astrónomos intentaron comprobar la postulación del astrónomo estadounidense Percival Lowell, que sugería que los presuntos canales descubiertos por Schiaparelli eran un sistema de irrigación creado por seres inteligentes. Aunque no había pruebas reales de estas especulaciones, se creó toda una serie de teorías o mitos sobre Marte, que trascendieron en la literatura y en la creación de leyendas sobre supuestos marcianos que habrían visitado la Tierra.

## Las primeras misiones y orbitadores

### Primeras misiones soviéticas
Las primeras misiones soviéticas tuvieron lugar a partir del Programa Mars, que consistió en dos vuelos cercanos con sonda en octubre de 1960. Las dos sondas fallaron al salir de la Tierra y quedaron atrapadas en la órbita, una de ellas alcanzó una altura máxima de 120 km antes de reentrar a la Tierra. 
Otra sonda fue la Mars 1962A que realizaría un sobrevuelo. Fue lanzada el 24 de octubre de 1962, mientras que la Mars 1962B, que incluía un aterrizador, fue lanzada en diciembre de ese mismo año. La primera falló al salir de la órbita de la Tierra y en la segunda explotó la etapa superior antes de darle el último empuje directo a Marte.
Mars 1 lanzada el 1 de noviembre de 1962, sería una sonda automática interplanetaria, la primera del programa soviético de sondas a Marte. Volaría a una distancia de 11.000 km del planeta, tomaría fotos de la superficie y mandaría información sobre la radiación cósmica, impactos de micrometeoritos, sobre el campo magnético de Marte, radiación en el ambiente, estructura de la atmósfera, y posibles componentes orgánicos presentes. Se mantuvieron 61 transmisiones de radio con intervalos cada 2 días. El 21 de marzo de 1963, cuando la nave se encontraba a 106.760.000 km de la Tierra, cesó la comunicación, debido a fallos de la antena de transmisión.
Luego, en 1964 empezó el programa Zond, que consistía en la Zond 1964A, que falló su lanzamiento, y la Zond 2, que perdió contacto después de unas maniobras a mitad de camino en mayo de 1965.

## Programa Mariner
Este programa comenzó en 1964 cuando el Jet Propulsion Laboratory lanzó las Sondas Mariner 3 (lanzada el 5 de noviembre de 1964) y Mariner 4 (lanzada el 28 de noviembre de 1964), para realizar vuelos cercanos a Marte.
La Mariner 4 pasó por Marte el 14 de julio de 1965, dando las primeras fotos cercanas al planeta; mostró lugares con impactos similares a los de la luna. En la siguiente ventana de lanzamiento, la NASA lanzó más sondas, que llegaron a Marte en 1969. La Mariner 9 se convirtió en la primera sonda espacial en entrar en la órbita marciana, esta llegó al mismo tiempo que las sondas soviéticas Mars 2 y Mars 3, que encontraron grandes tormentas de polvo en progreso. Fue entonces que desde el control de misión de la Mariner se decidió llevarla a Fobos para tomar fotos.

## Misiones destacadas

### 1960-1969: Primeras exploraciones; los Mariners

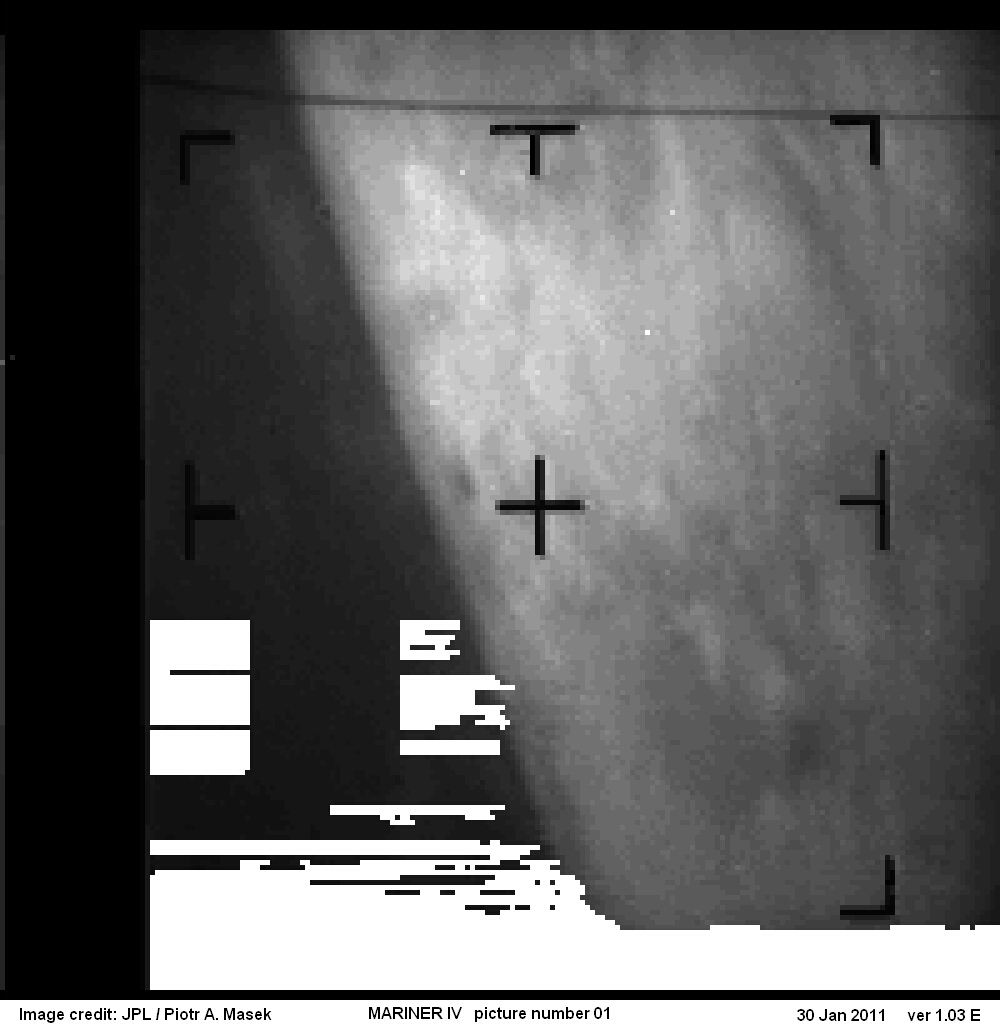
Una de las primeras fotos de la superficie marciana (Mariner 4).

Las sondas soviéticas Mars 1960A y Mars 1960B, lanzadas el 10 y el 14 de octubre de 1960 con una masa de 640 kg encabezaron la lista de sondas lanzadas desde la Tierra con destino a Marte, si bien no consiguieron escapar de la órbita terrestre y fueron destruidas. Igualmente fallida resultó la Mars 1, que el 1 de noviembre de 1962 despegó con 893,5 kg de peso. Se trataba de una sonda que pretendía sobrevolar el planeta a una distancia de 11.000 km; pasó a 193.000 km de Marte el 19 de junio de 1963, si bien se había perdido contacto con ella el 21 de marzo de 1963, cuando se encontraba a 106.706.000 km de la Tierra, convirtiéndose en el primer objeto humano en aproximarse al planeta.
A fines de 1964 Estados Unidos envió la Mariner 3 a Marte, sonda que fracasaría por problemas de ingeniería. En 1965, Estados Unidos envió la Mariner 4 que consiguió transmitir las primeras fotografías de Marte tomadas en su cercanía en julio del mismo año; Mariner 4 encontró un paisaje desolado, desértico y con abundantes cráteres, mientras que la Zond 2 de la entonces Unión Soviética lograría, luego de varios meses, sobrevolar Marte el 6 de agosto de 1965 a una distancia de 1500 kilómetros y a una velocidad relativa de 5,62 km/s, sin enviar datos.
En 1969 llegaron las Mariner 6 y 7 de Estados Unidos, sobrevolando la superficie del planeta a unos 3500 kilómetros de altura. Ambas consiguieron enviar unas 200 fotografías de las regiones ecuatoriales.

### 1970-1979: Vikings

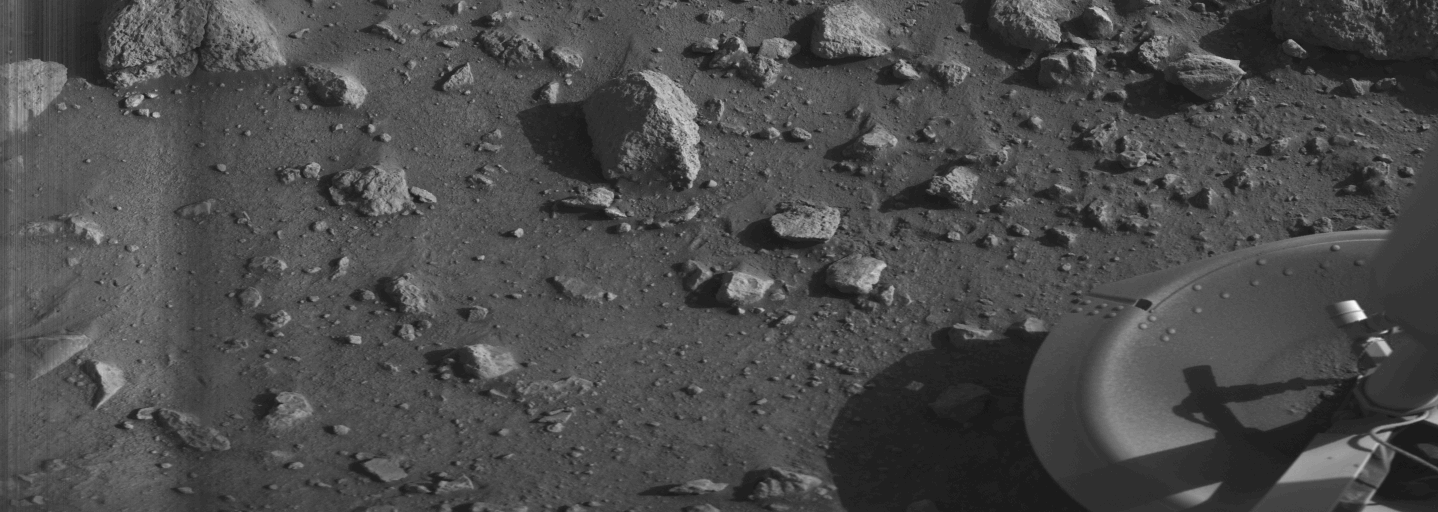
Primera foto clara en la historia tomada desde la superficie de Marte (Viking 1).

En 1971 se consiguen nuevas y varias marcas en la historia de la conquista del espacio (primera satelización de una sonda en Marte el 13 de noviembre, Mariner 9, primer objeto humano en el planeta el 27 de noviembre, Mars 2, primera transmisión desde su superficie el 2 de diciembre, Mars 3).
La Mariner 9 se convierte en el primer satélite artificial de Marte el 13 de noviembre de 1971. Una vez posicionada consiguió captar las grandes tormentas de polvo que se originan en el hemisferio sur y que oscurecen toda su superficie.
La Unión Soviética se convierte en la primera potencia que logra depositar en la superficie un vehículo de exploración (astromóvil) controlado a distancia con su Mars 3, que tocó la superficie a unos 20,7 m/s aproximadamente a 45°S y 158°O a las 13:50:35 GMT del 2 de diciembre (tras el fallo y pérdida durante el descenso de la Mars 2), pero poco después de iniciar la transferencia de las primeras imágenes se perdió contacto con la Tierra. Igualmente el pequeño astromóvil que porta, el PROP-M, queda inoperante.
La sonda Mars 5, se situó en órbita marciana en febrero de 1974, enviando fotografías, tras el fracaso de su predecesora, la Mars 4, que pasó a 2200 km del planeta.
Posteriormente, la soviética Mars 6, lanzada el 5 de agosto de 1973, consiguió ponerse en órbita a 1500 km de Marte hacia el 12 de marzo de 1974. La sonda de amartizaje descendió a 24° sur y 25 º oeste, al nordeste de la cuenca de Argyre. Durante su descenso transmitió medidas atmosféricas, pero interrumpió las transmisiones 0'3 segundos antes de tomar suelo.

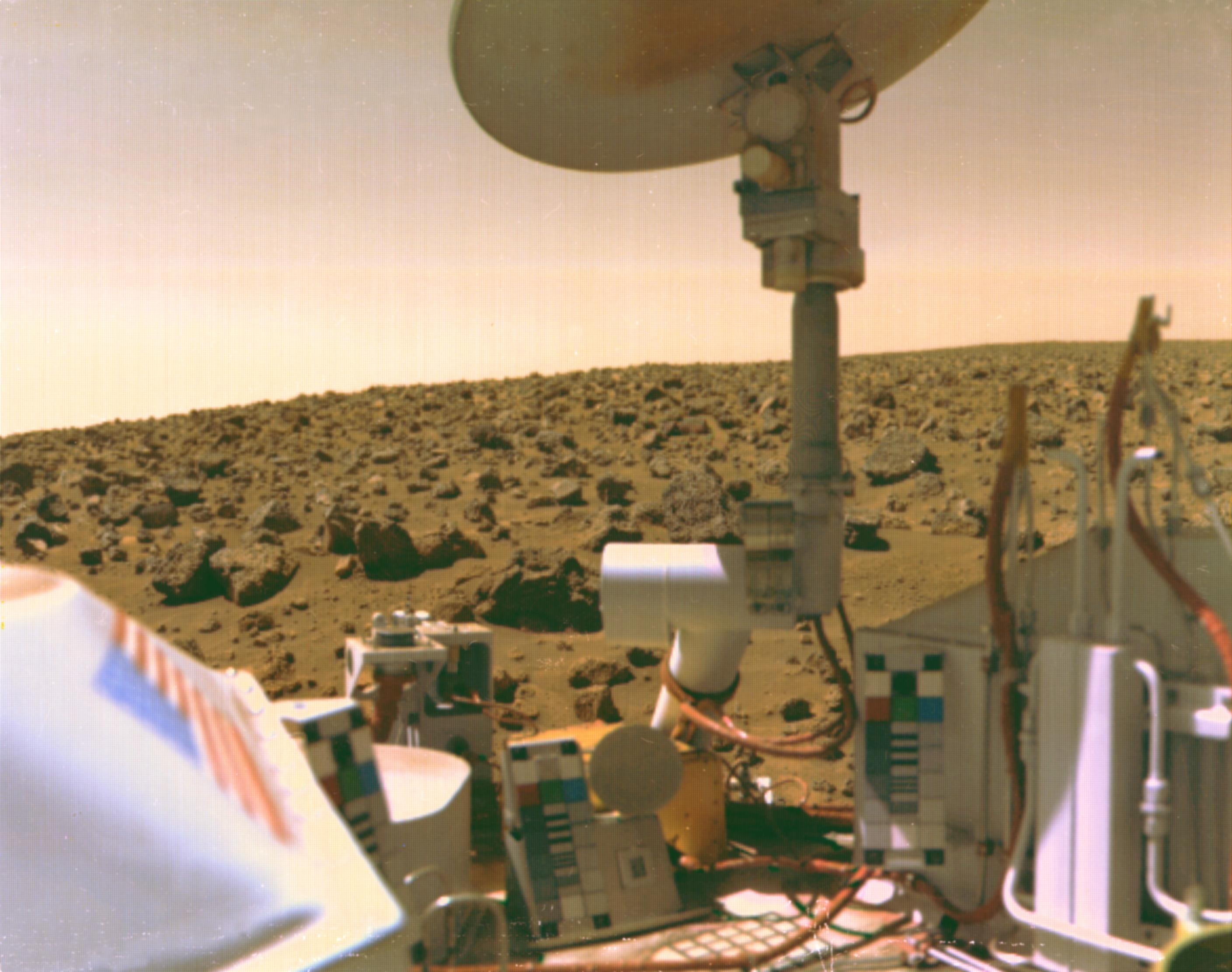
Foto tomada por la Viking 2 lander.

También en marzo de 1974 llega al planeta la Mars 7, pasando a 1300 km del mismo y fracasando en su misión.
En 1976 Estados Unidos hace descender en el planeta las sondas Viking 1 y Viking 2 que consiguen transmitir fotografías de la superficie desde las planicies de Chryse y Utopía. Estas dos misiones realizaron experimentos para detectar vida en la superficie marciana y cuyos resultados fueron más polémicos que concluyentes. Las sondas Viking permanecieron activas hasta 1980 - 1982.
Las sondas Fobos 1 y 2 parte en 1988, pero una nave dejó de transmitir por el camino y la otra hizo lo mismo cuando se disponía a acercarse a Fobos en 1989.
En 1992 la misión Mars Observer de los Estados Unidos pierde todo contacto con la nave al momento de entrar en órbita, fracaso al que seguirá el de la misión rusa Mars 96 cuatro años más tarde.

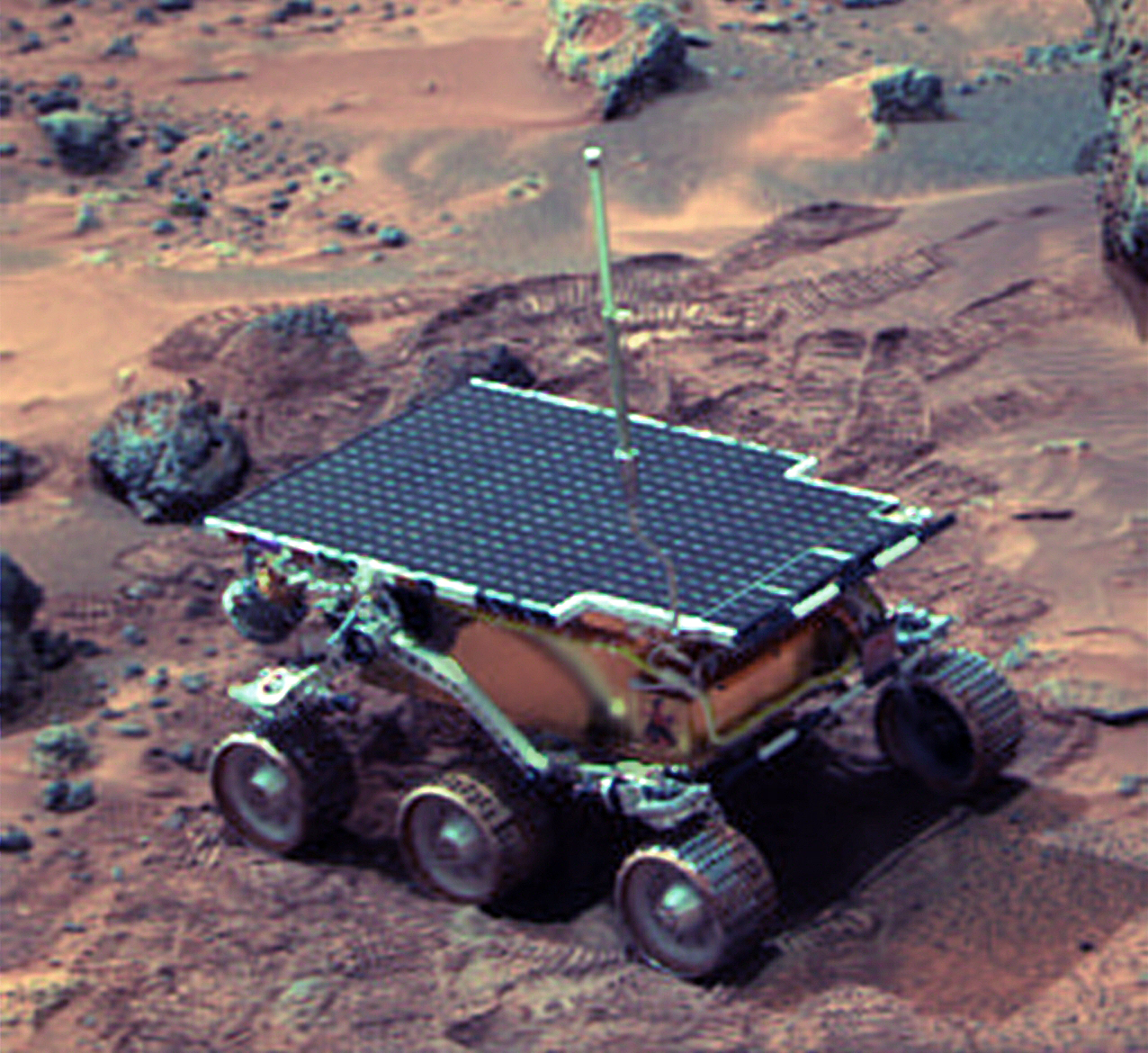
Sojourner. El primer rover marciano.

En 1997 llega a Marte la Mars Pathfinder que desciende en Aris Valley llevando el astromóvil autopropulsado Sojourner; principalmente es un vehículo para pruebas de tecnologías nuevas. Su exploración de la superficie dura 2 meses y en el proceso es televisado a millones de personas. El sitio de aterrizaje del Mars Pathfinder se bautizó Sagan Memorial Station, en honor a Carl Sagan. Este mismo año también llega a Marte la Mars Global Surveyor, sonda que orbita Marte.

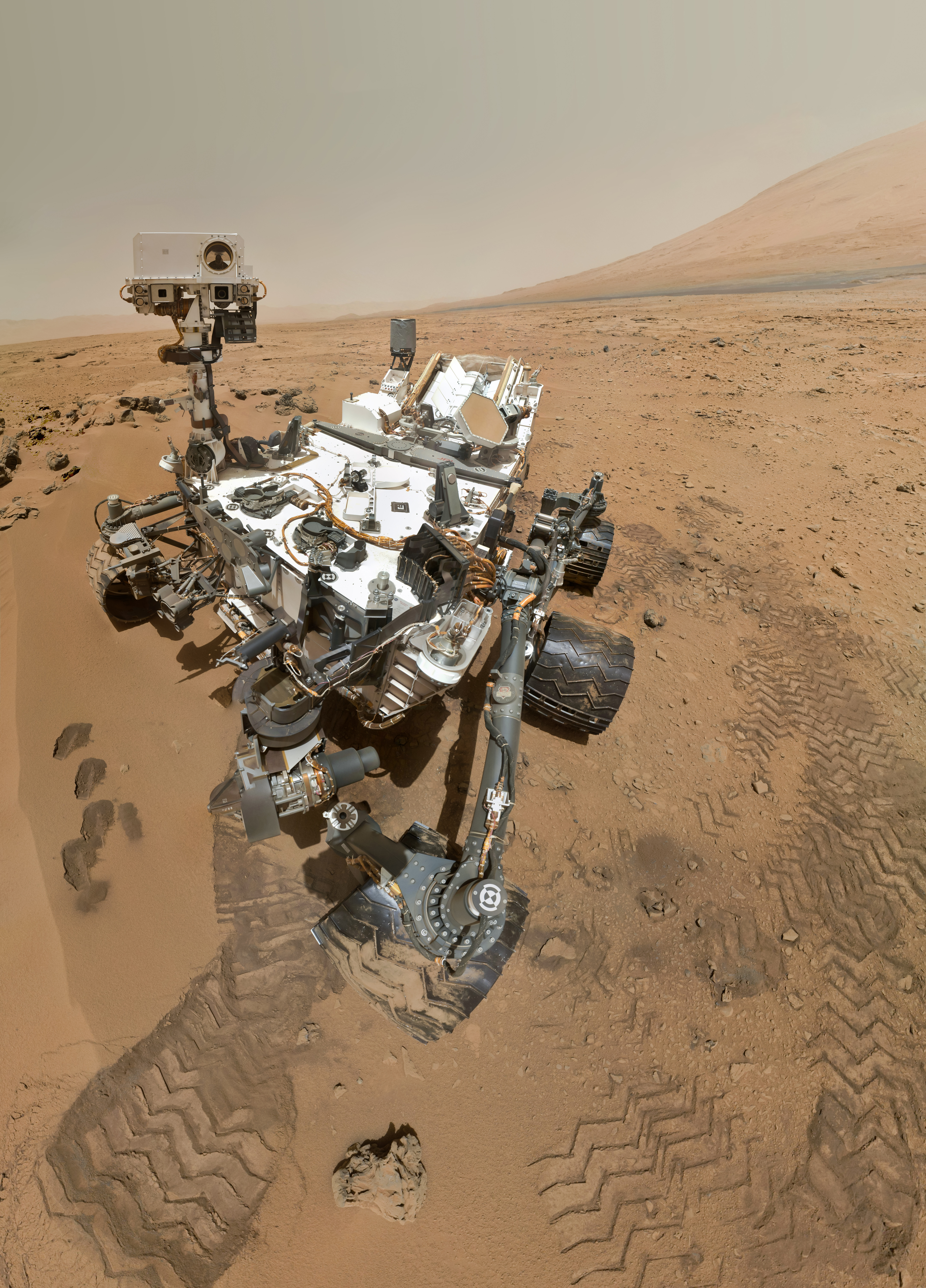
Autorretrato del Mars Science Laboratory (foto).

La primera sonda orbital japonesa al planeta, llamada Nozomi sería lanzada el 4 de julio de 1998, sobrevoló Marte el 14 de diciembre de 2003, pero varios fallos condujeron al fracaso de la misión.

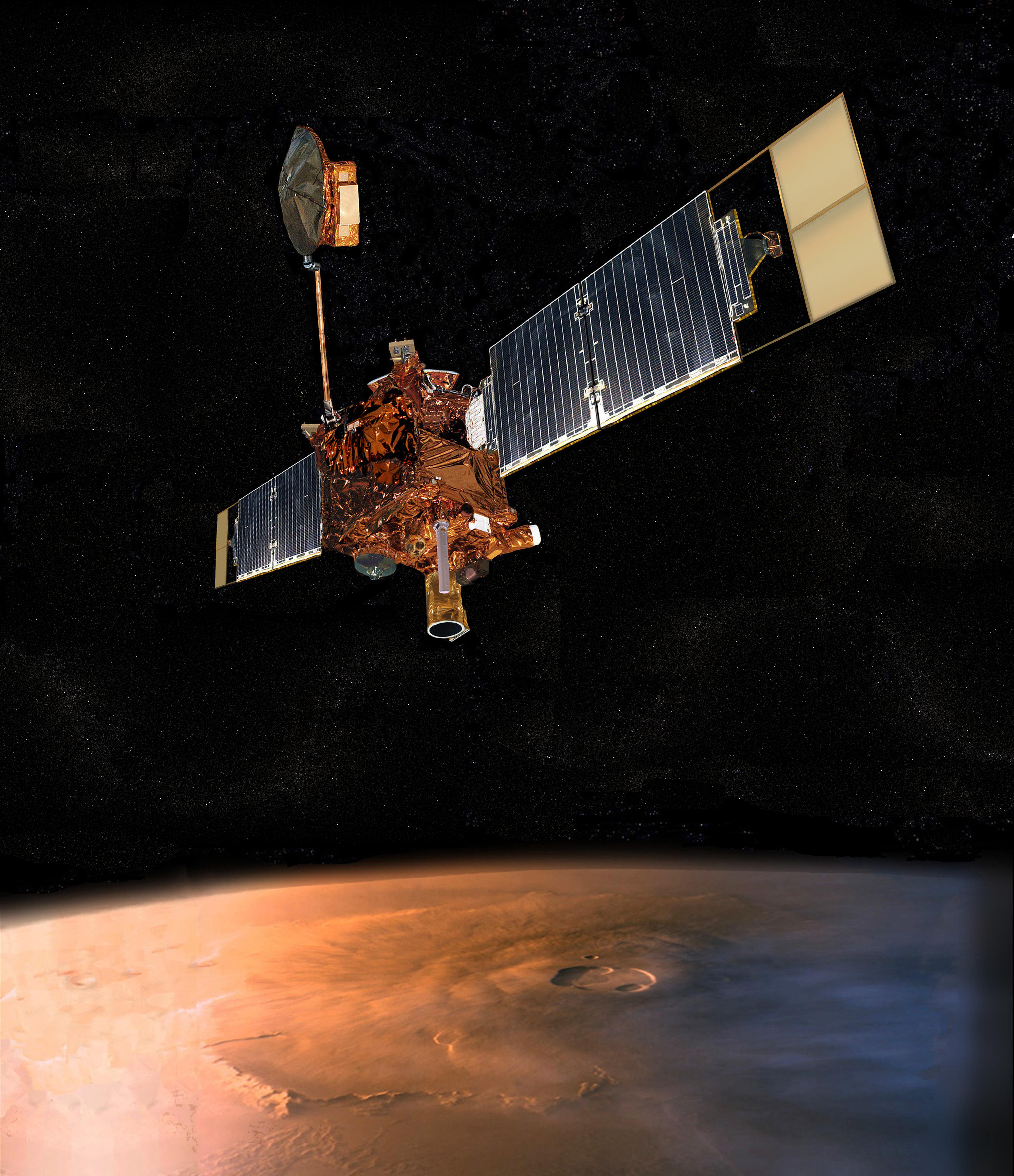
Mars Global Surveyor (dibujo).

Dos años más tarde, en 1999, Estados Unidos envía y pierde a la Mars Climate Orbiter y a la Mars Polar Lander. La primera, según la versión oficial ampliamente criticada, fue perdida por el uso de unidades de medición anglosajonas en lugar de unidades métricas decimales, lo que provocó un grave error según los directivos de la misión. La segunda, perdida en el aterrizaje en Marte, fue objeto de un intento de rastreo fotográfico llevado a cabo por la nave Mars Global Surveyor. A principios del año 2005 se pensó que se habían encontrado los restos de la Mars Polar Lander. Desafortunadamente, exámenes más detallados de las imágenes demostraron que ese no era el caso y la Mars Polar Lander sigue desaparecida. Estos fallidos intentos de llegar a Marte representaron un duro y doble golpe para el programa de exploración de Marte de Estados Unidos.

### ElsigloXXI

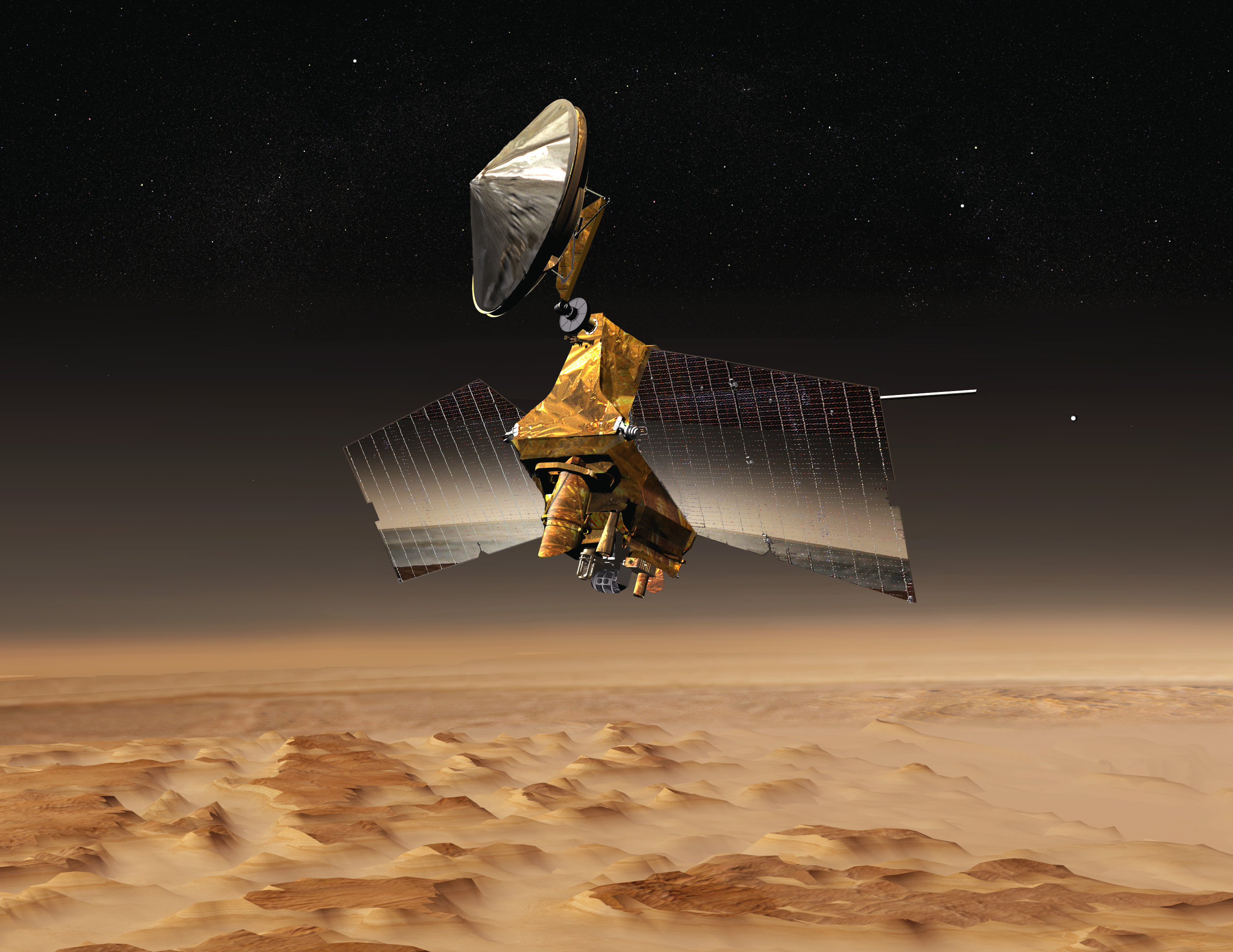
Mars Reconnaissance Orbiter sobre Marte (dibujo).

En 2001 Estados Unidos envía a Marte a la Mars Odyssey que se acomoda en una órbita marciana de 2 horas. Realiza una misión de cartografía de la distribución y concentración de elementos químicos y minerales en la superficie del planeta. Descubre la existencia de hielo, lo que apoya la teoría de las grandes cantidades de agua en Marte y provoca entusiasmo al ser una fuente potencial del líquido elemento para una futura misión tripulada a Marte.
En 2003 Gran Bretaña en colaboración con la Agencia Espacial Europea envía a la Mars Express que permanece en órbita y al Beagle 2 que desciende a la superficie pero no vuelve a emitir señales de vida desde entonces. Paralelamente, Estados Unidos envía con éxito al Spirit y al Opportunity (dentro de la misión Mars Exploration Rover), que realizan exploraciones de la superficie y mediciones de las condiciones atmosféricas que han podido confirmar nuevamente la teoría de la enorme cantidad de agua que existió en Marte y que existe en forma de hielo ahora. En resumen, los robots estadounidenses descubrieron que efectivamente hubo un ambiente habitable en el planeta rojo.
La nave Mars Reconnaissance Orbiter de la NASA fue lanzada en un cohete Atlas 5 el /08 de 2005 desde Cabo Cañaveral, EE. UU. Llegó a Marte en marzo del año 2006. Uno de los objetivos principales de esta misión es la búsqueda de agua: podrá detectar acuíferos subterráneos si es que existen y están cerca de la superficie. Esta sonda obtendrá imágenes de la superficie de Marte con más resolución de lo obtenido hasta ahora.
En agosto de 2007 se efectuó el lanzamiento de la sonda Phoenix y que aterrizó en el polo norte de Marte a finales de mayo de 2008.
En 2008 había seis instrumentos espaciales fabricados por el hombre funcionando en Marte': Los robots Spirit (astromóvil) y Opportunity (astromóvil) y el Phoenix (aterrizador) que aterrizó en el Polo Norte. A su vez las tres sondas orbitales: el Mars Odyssey (orbitador) y el Mars Reconnaissance Orbiter (orbitador) de los Estados Unidos y la sonda orbital de la Agencia Espacial Europea, el Mars Express (orbitador). 
En 2011 se lanzó la sonda rusa Phobos-Grunt con destino al satélite de Marte Fobos, pero luego de orbitar la Tierra algunos días sus sistemas electrónicos fallaron al intentar ponerlo en camino a su destino.

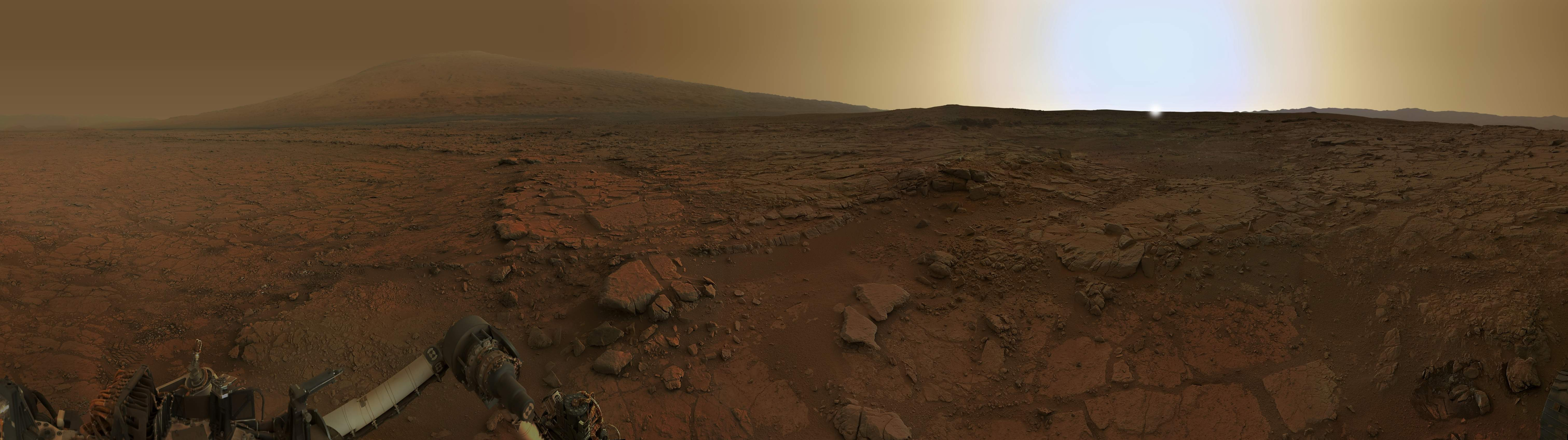
Atardecer en Marte capturado por el Curiosity. (Foto en color real)

El 26 de noviembre de 2011 fue lanzada la Mars Science Laboratory (abreviada MSL), conocida como Curiosity. Se trata de una misión espacial que incluye un astromóvil de exploración marciana dirigida por la NASA. Este vehículo es tres veces más pesado y dos veces más grande que los vehículos utilizados en la misión Mars Exploration Rover (2004). La comunidad internacional ha proporcionado algunos de los instrumentos que porta esta misión lanzada utilizando un cohete Atlas V 541. El astromóvil se encuentra en desarrollo de sus tareas analizando muestras de suelo y polvo rocoso marciano. La duración original de la misión era de 1 año marciano (1,88 años terrestres). Uno de sus objetivos es investigar la capacidad actual o pasada de Marte para alojar vida.
En poco más de un año en el planeta rojo, el astromóvil MSL ha encontrado evidencia de que Marte presentó en el pasado condiciones favorables para albergar vida microbiológica. El rover también encontró evidencia de la existencia pasada de un lago de agua en donde hoy está el cráter Gale, así como también estimó la presencia de un 2% de agua en la composición global del suelo rocoso del planeta.
El 16 de diciembre de 2014, Curiosity registró con el instrumento SAM aumentos bruscos en los niveles de gas metano en el cráter Gale. Estos muestran que los valores de base son más bajos de lo pensado, de apenas 0,7 partes por billón en volumen (ppmv), pero en seis ocasiones aumentaron considerablemente, una de las veces hasta sobrepasar las siete ppmv, 10 veces más. Esto indica que hay “una fuente adicional de metano de origen desconocido.”

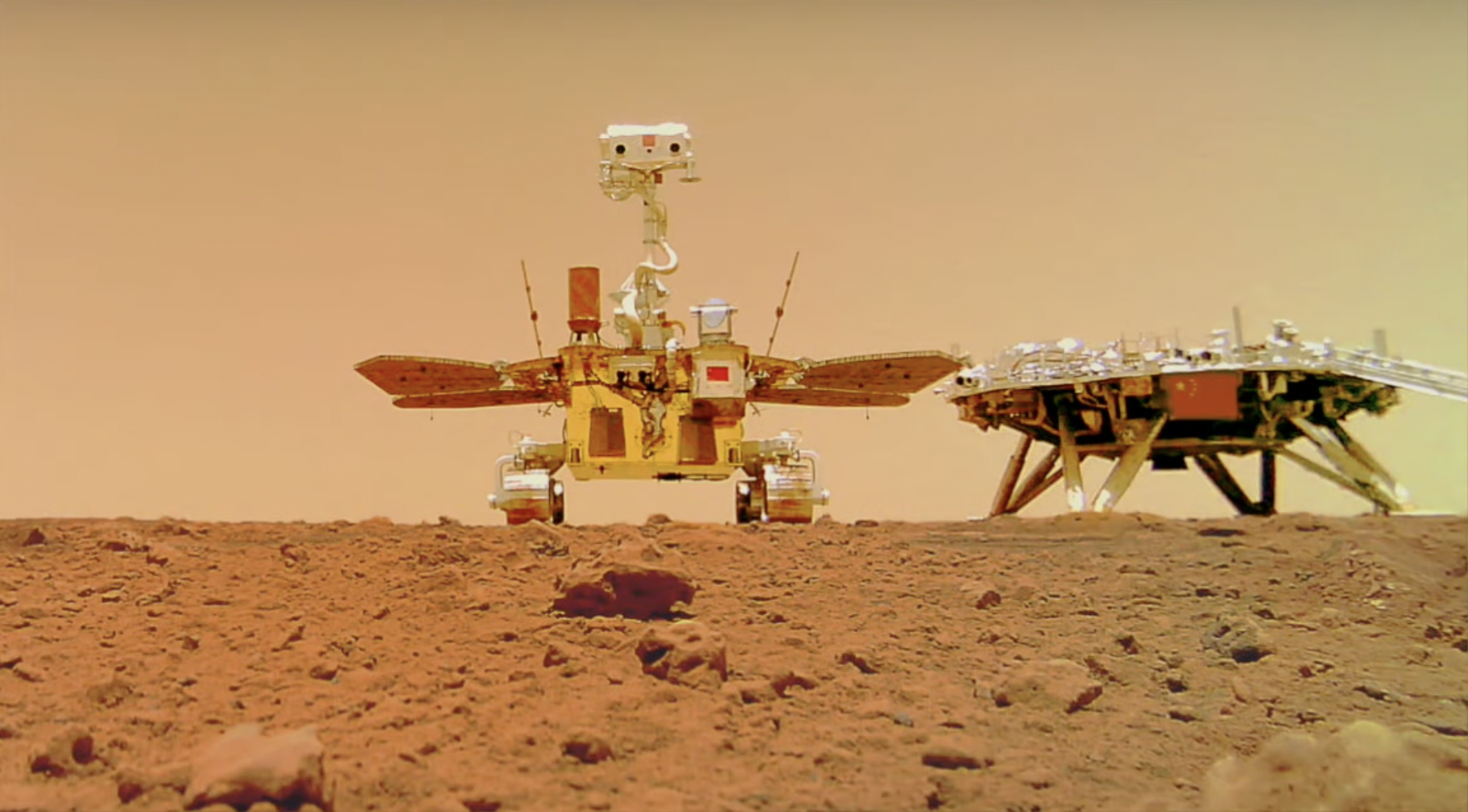
Autorretrato de Zhurong junto a su plataforma de descenso (foto).

El 10 de febrero del 2021, la misión de la CNSA Tianwen-1 alcanzó con éxito la órbita marciana tras una maniobra automática de desaceleración que duró unos 15 minutos, lo que convirtió a China en la sexta nación en alcanzar el planeta rojo. La misión se compone de un orbitador y el rover Zhurong, el cual aterrizó exitosamente el 14 de mayo de 2021, convirtiendo a la nación asiática en el segundo país en logar aterrizar un vehículo y hacerlo funcionar en la superficie marciana, luego de Estados Unidos. La nave espacial ha sido desarrollada por la Corporación de Ciencia y Tecnología Aeroespacial de China (中國航天科技集團公司) (CASC), y gestionada por el National Space Science Centre (NSSC) en Beijing. Con esta misión a Marte se pretende demostrar que poseen la tecnología necesaria para realizar una misión de retorno de muestras de Marte propuesta para la década de 2030.
Las principales prioridades de la misión incluyen encontrar vida tanto actual como antigua, evaluar la superficie y el medioambiente del planeta. Las exploraciones solitarias y conjuntas del orbitador y rover de Marte producirán mapas de la topografía de la superficie marciana, características del suelo, composición del material, hielo de agua, atmósfera, campo ionosférico y se recopilarán otros datos científicos. El Instituto de Investigación en Astrofísica y Planetología de Francia (IRAP) en Toulouse, en Francia, proporcionó un instrumento de espectroscopia de ruptura inducida por láser (LIBS) para la misión. Es un duplicado francés de otro instrumento que se encuentra en el rover Curiosity de la NASA, para poder llevar a cabo una comparación de datos.

## Misiones canceladas
- Programa Voyager (Marte) de los años 1970 se planeaban dos orbitadores y dos landers que se lanzarían en un solo cohete Saturno V
- Mars Aerostat – Misión Rusa Francesa,[10] para ser lanzada en la ventana de lanzamiento de 1992, pospuesta en 1994 y cancelada en 1996.
- Mars 98, Misión Rusa que incluía un orbitador, lander y un rover planeada para la ventana de lanzamiento de 1998
- Mars Surveyor 2001 Lander, para octubre de 2001
- NetLander Mission 2007 a 2009, misión Holandesa
- Mars Telecommunications Orbiter, septiembre de 2009 misión principal para telecomunicación.
- Wright Flyer, una misión usando un planeador propuesta para el 17 de diciembre de 2003, para conmemorar el centenario del vuelo de los hermanos Wright

## Ventanas de lanzamiento
Las ventanas de lanzamiento de energía mínima para una expedición marciana ocurren a intervalos de aproximadamente dos años y dos meses (específicamente 780 días, el período sinódico del planeta con respecto a la Tierra). Además, la energía de transferencia disponible más baja varía en un ciclo de aproximadamente 16 años. Por ejemplo, un mínimo ocurrió en las ventanas de lanzamiento de 1969 y 1971, alcanzando un pico a finales de los setenta y alcanzando otro mínimo en 1986 y 1988.ˈ
| Año  | Lanzamiento                        | Nave espacial (lanzada o planeada)                                                       |
| ---- | ---------------------------------- | ---------------------------------------------------------------------------------------- |
| 2013 | Nov 2013                           | MAVEN, Mars Orbiter Mission                                                              |
| 2016 | Ene 2016 – abril de 2016           | ExoMars TGO                                                                              |
| 2018 | Abril 2018 – mayo de 2018          | InSight                                                                                  |
| 2020 | Julio de 2020 – septiembre de 2020 | ExoMars rover, Mars 2020, Mars Hope, 2020 Chinese Mars Mission, Mangalyaan 2, Red Dragon |

Las ventanas de lanzamiento son:[cita requerida]
- Noviembre a diciembre de 1996
- Diciembre de 1998 a enero de 1999
- Abril de 2001
- Agosto de 2005
- Diciembre de 2009
- Febrero de 2012

## Línea de tiempo de la exploración
| Misión                              | Lanzamiento       | Llegada a Marte | Terminación           | Objetivo                          | Resultado |
| ----------------------------------- | ----------------- | --------------- | --------------------- | --------------------------------- | --- |
| Mars 1960A                          | 10/10/1960        |                 | 10/10/1960            | Vuelo cercano                     | Falla en lanzamiento                                                                                                  |
| Mars 1960B                          | 14/10/1960        |                 | 14/10/1960            | Vuelo cercano                     | Falla en lanzamiento                                                                                                  |
| Sputnik 22 (Mars 1962A)             | 24/10/1962        |                 | 24/10/1962            | Vuelo cercano                     | Destruida después del lanzamiento                                                                                     |
| Mars 1                              | 01/11/1962        |                 | 21/03/1963            | Vuelo cercano                     | Recopiló poca información, se perdió contacto al llegar a Marte                                                       |
| Sputnik 24 (Mars 1962B)             | 04/11/1962        |                 | 19/01/1963            | Aterrizador                       | Falló al salir de la órbita de la Tierra                                                                              |
| Zond 1964A                          | 04/06/1964        |                 | 04/06/1964            | Vuelo cercano                     | Falla de lanzamiento                                                                                                  |
| Mariner 3                           | 05/11/1964        |                 | 05/11/1964            | Vuelo cercano                     | Falla en lanzamiento, su trayectoria la puso en órbita alrededor del sol, actualmente sigue ahí                       |
| Mariner 4                           | 28/11/1964        | 14/07/1965      | 21/12/1967            | Vuelo cercano                     | Éxito de vuelo cercano. no hay más datos                                                                              |
| Zond 2                              | 30/11/1964        |                 | 05/1965               | Vuelo cercano                     | Se perdió contacto |
| Mariner 6                           | /01/1969          | 31/07/1969      | 08/1969               | Vuelo cercano                     | Éxito |
| Mariner 7                           | 27/03/1969        | 05/08/1969      | 08/1969               | Vuelo cercano                     | Éxito |
| Mars 1969A                          | 27/03/1969        |                 | 27/03/1969            | Orbitador                         | Falla al lanzamiento                                                                                                  |
| Mars 1969B                          | 02/04/1969        |                 | 02/04/1969            | Orbitador                         | Falla al lanzamiento                                                                                                  |
| Misión (1970-1989)                  | Lanzamiento       | Llegada a Marte | Terminación           | Objetivo                          | Resultado |
| Mariner 8                           | 08/05/1971        |                 | 08/05/1971            | Orbitador                         | Falla en lanzamiento                                                                                                  |
| Cosmos 419                          | 10/05/1971        |                 | 12/05/1971            | Orbitador                         | Falla en lanzamiento                                                                                                  |
| Mariner 9                           | 30/05/1971        | 13/11/1971      | 27/10/1972            | Orbitador                         | Éxito |
| Mars 2                              | 19/05/1971        | 27/11/1971      | 22/08/1972            | Orbitador                         | Éxito |
| Mars 2                              | 19/05/1971        | 27/11/1971      | 27/11/1971            | Rover                             | Impacto en la superficie de Marte                                                                                     |
| Mars 3                              | 28/05/1971        | 02/12/1971      | 22/08/1972            | Orbitador                         | Éxito |
| Mars 3                              | 28/05/1971        | 02/12/1971      | 02/12/1971            | Rover                             | Aterrizó exitosamente en la superficie pero se perdió el contacto pocos segundos después.                             |
| Mars 4                              | 21/07/1973        | 10/02/1974      | 10/02/1974            | Orbitador                         | No entró en órbita pero realizó un vuelo cercano                                                                      |
| Mars 5                              | 25/07/1973        | 02/02/1974      | 21/02/1974            | Orbitador                         | Éxito parcial, entró en órbita, regresó información y después de 9 días se perdió contacto.                           |
| Mars 6                              | 15/08/1973        | 12/03/1974      | 12/03/1974            | Aterrizador                       | Éxito parcial, regresó información durante el descenso pero se perdió contacto al aterrizar.                          |
| Mars 7                              | 09/08/1973        | 09/03/1974      | 09/03/1974            | Aterrizador                       | La sonda que aterrizaría se separó pero falló en dar contacto.                                                        |
| Viking 1                            | 20/08/1975        | 20/07/1976      | 17/08/1980            | Orbitador                         | Éxito |
| Viking 1                            | 20/08/1975        | 20/07/1976      | 13/11/1982            | Aterrizador                       | Éxito en aterrizar |
| Viking 2                            | 09/09/1975        | 03/09/1976      | 25/07/1978            | Orbitador                         | Éxito |
| Viking 2                            | 09/09/1975        | 03/09/1976      | 11/04/1980            | Aterrizador                       | Éxito |
| Fobos 1                             | 07/07/1988        |                 | 02/09/1988            | Orbitador                         | Se perdió contacto en su ruta a Marte.                                                                                |
| Fobos 1                             | 07/07/1988        | Aterrizador     | 02/09/1988            | No desplegado                     | |
| Fobos 2                             | 12/07/1988        | 29/01/1989      | 27/03/1989            | Orbitador                         | Éxito parcial entró en órbita y regresó un poco de información, se pierde contacto después del despliegue del Lander. |
| Fobos 2                             | 12/07/1988        | 29/01/1989      | 27/03/1989            | Aterrizador                       | No desplegado |
| Misión (1990-1999)                  | Lanzamiento       | Llegada a Marte | Terminación           | Objetivo                          | Resultados |
| Mars Observer                       | 25/09/1992        | 24/08/1993      | 21/08/1993            | Orbitador                         | Se perdió contacto a su llegada a Marte                                                                               |
| Mars Global Surveyor                | 07/11/1996        | 11/09/1997      | 05/11/2006            | Orbitador                         | Éxito |
| Mars 96                             | 16/11/1996        |                 | 17/11/1996            | Orbitador                         | Falla en lanzamiento se estrella en el océano Pacífico                                                                |
| Mars 96                             | 16/11/1996        | Aterrizador     | 17/11/1996            |                                   | Falla en lanzamiento se estrella en el océano Pacífico                                                                |
| Mars Pathfinder                     | 04/12/1996        | 04/07/1997      | 27/09/1997            | Aterrizador                       | Éxito |
| Mars Pathfinder                     | 04/12/1996        | 04/07/1997      | 27/09/1997            | Rover                             | Éxito |
| Nozomi (Planeta-B)                  | 03/07/1998        |                 | 09/12/2003            | Orbitador                         | Complicación en la ruta a Marte, nunca entró en órbita                                                                |
| Mars Climate Orbiter                | 11/12/1998        | 23/09/1999      | 23/09/1999            | Orbitador                         | Se estrelló al descender debido a complicaciones de unidades métricas                                                 |
| Mars Polar Lander                   | 03/01/1999        | 03/12/1999      | 03/12/1999            | Aterrizador                       | Se perdió contacto a su llegada                                                                                       |
| Deep Space 2 (DS2)                  | 03/01/1999        | 03/12/1999      | 03/12/1999            | Aterrizadores                     | Se perdió contacto a su llegada                                                                                       |
| Misión (siglo XXI)                  | Lanzamiento       | Llegada a Marte | Terminación           | Objetivo                          | Resultados |
| Mars Odyssey                        | 07/04/2001        | 24/10/2001      | Actualmente operativa | Orbitador                         | Éxito |
| Mars Express Orbiter                | 02/06/2003        | 25/12/2003      | Actualmente operativa | Orbitador                         | Éxito |
| Beagle 2                            | 02/06/2003        | 25/12/2003      | 06/02/2004            | Aterrizador                       | Se perdió contacto mientras aterrizaba. No logró abrir sus paneles solares quedándose sin energía.                    |
| Spirit                              | 10/07/2003        | 04/01/2004      | 25/05/2011            | Rover                             | Éxito |
| Opportunity                         | 07/07/2003        | 25/01/2004      | 10/06/2018            | Rover                             | Éxito |
| Rosetta (sonda)                     | 02/03/2004        | 25/02/2007      | 30/09/2016            | Vuelo cercano                     | Éxito |
| Mars Reconnaissance Orbiter         | 12/08/2005        | 10/03/2006      | Actualmente operativa | Orbitador                         | Éxito |
| Phoenix                             | 04/08/2007        | 25/05/2008      | 10/11/2008            | Aterrizador                       | Éxito |
| Dawn                                | 27/8/2007         | 17/2/2009       | 1/11/2018             | Vuelo cercano                     | Éxito |
| Fobos-Grunt & Yinghuo-1 (A Fobos)   | 8/11/2011         |                 | 8/11/2011             | Aterrizador / Retorno de muestras | Falla luego del lanzamiento. La nave queda orbitando la Tierra y se estrella días más tarde.                          |
| Fobos-Grunt & Yinghuo-1 (A Fobos)   | 8/11/2011         | Orbitador       | 8/11/2011             |                                   | Falla luego del lanzamiento. La nave queda orbitando la Tierra y se estrella días más tarde.                          |
| Curiosity                           | 26/11/2011        | 06/08/2012      | Actualmente operativa | Rover                             | Éxito |
| Mars Orbiter Mission                | 05/11/2013        | 24/09/2014      | 27/09/2022            | Orbitador                         | Éxito |
| MAVEN                               | 18/11/2013        | 21/09/2014      | Actualmente operativa | Orbitador                         | Éxito |
| ExoMars 2016                        | 14/03/2016        | 19/10/2016      | Actualmente operativa | Orbitador                         | Éxito |
| ExoMars 2016                        | 14/03/2016        | 19/10/2016      | 19/10/2016            | Aterrizador                       | Se estrelló. |
| InSight                             | 05/05/2018        | 26/11/2018      | 21/12/2022            | Aterrizador                       | Éxito parcial. El taladro no logró penetrar la superficie.                                                            |
| Misión Hope Mars                    | 19/07/2020        | 10/02/2021      | Actualmente operativa | Orbitador                         | Inserción orbital exitosa. Misión en desarrollo.                                                                      |
| Tianwen-1                           | 23/07/2020        | 11/02/2021      | Actualmente operativa | Orbitador                         | Inserción orbital exitosa. Misión en desarrollo.                                                                      |
| Tianwen-1                           | 23/07/2020        | 11/02/2021      | Actualmente operativa | Rover                             | Amartizaje exitoso. Misión en desarrollo.                                                                             |
| Mars 2020                           | 30/07/2020        | 18/02/2021      | Actualmente operativa | Rover                             | Amartizaje exitoso. Misión en desarrollo.                                                                             |
| Mars 2020                           | 30/07/2020        | 18/02/2021      | 18/01/2024            | Volador                           | Éxito |
| Futuro                              | Lanzamiento       | Llegada a Marte | Terminación           | Objetivo                          | Estado |
| ExoMars 2022                        | 2028              |                 |                       | Rover                             | Suspendida |
| ExoMars 2022                        | 2028              | Aterrizador     |                       |                                   | Suspendida |
| Mars Orbiter Mission 2              | 2026              |                 |                       | Orbitador                         | A confirmar |
| Martian Moons Exploration (A Fobos) | 2026              |                 |                       | Aterrizador, retorno de muestras  | A confirmar |
| Cargo Missions                      | 2026              |                 |                       | Nave de carga                     | A confirmar |
| Phootprint (A Fobos)                | 2026              |                 |                       | Aterrizador, retorno de muestras  | A confirmar |
| Cargo & Crew Missions               | 2028              |                 |                       | Nave tripulada                    | A confirmar |
| Sample Return Lander                | 2026              | 2028 Estimada   |                       | Aterrizador y lanzador            | A confirmar |
| Sample Return Lander                | 2026              | 2028 Estimada   |                       | Rover                             | A confirmar |
| Earth Return Orbiter                | A partir del 2026 |                 |                       | Orbitador                         | A confirmar |
| Ekspeditsia-M                       | A partir del 2027 |                 |                       | Aterrizador y lanzador            | A confirmar |
| Ekspeditsia-M                       | A partir del 2028 |                 |                       | Orbitador                         | A confirmar |
| [ 18 ]                              | A partir del 2028 |                 |                       | Retorno de muestras               | A confirmar |
| [ 29 ]                              | 2033              |                 |                       | Misión tripulada                  | A confirmar |
| [ 19 ]                              | Década del 2030   |                 |                       | Misión tripulada                  | A confirmar |